# Peter Gerber (boxe anglaise)
Pour les articles homonymes, voir Peter Gerber.
Peter Gerber est un boxeur allemand né le 15 août 1944 et mort le 24 décembre 2020.

## Carrière
Pendant sa carrière, il fut en particulier vice-champion européen de la catégorie mi-lourds en 1965 et 1967.

## Référence
1. ↑  (de) Lisa Urlbauer, « Ehemaliger Bremer Spitzenboxer Peter Gerber verstorben », sur WESER-KURIER (consulté le 18 février 2021)
2. ↑   (en) Fiche du boxeur (the-sports.org)